# The Weekend (filme)
The Weekend (bra: O Fim de Semana) é um filme de comédia estadunidense escrito e dirigido por Stella Meghie. É estrelado por Sasheer Zamata, Tone Bell, DeWanda Wise, Y'lan Noel, e Kym Whitley. Teve sua estreia mundial no Festival Internacional de Cinema de Toronto em 11 de setembro de 2018. Lionsgate lançou o filme nos cinemas em 13 de setembro de 2019.

## Sinopse
O Festival Internacional de Cinema de Toronto descreveu o filme: "Uma comediante  (Sasheer Zamata) se envolve romanticamente com seu ex (Tone Bell), sua nova namorada (DeWanda Wise) e outro convidado (Y'Lan Noel) durante uma fuga de fim de semana."

## Elenco
- Sasheer Zamata como Zadie Barber, ex de Bradford e filha de Karen
- Tone Bell como Bradford Collins, ex de Zadie e namorado de Margo
- DeWanda Wise como Margo Johnson, a nova namorada de Bradford
- Y'lan Noel como Aubrey, convidado de Inn
- Kym Whitley como Karen Barber, mãe de Zadie

## Produção
Em março de 2018, Sasheer Zamata, Tone Bell, DeWanda Wise, Y'lan Noel e Kym Whitley se juntaram ao elenco do filme, com Stella Meghie dirigindo a partir de um roteiro que ela escreveu. Meghie, Sarah Lazow, James Gibb, Stephanie Allain e Mel Jones produziram o filme sob suas produtoras Marada Pictures e Homegrown Pictures, respectivamente..

## Lançamento
Foi lançado nos Estados Unidos em 13 de setembro de 2019.

## Recepção crítica
O site agregador de críticas Rotten Tomatoes atribuiu ao filme uma taxa de aprovação de 85%, com base em 20 avaliações avaliadas como positivas ou negativas; a média entre as avaliações é de 6.97/10.